# ジョージ・ケネディ
ジョージ・ケネディ（George Kennedy, 1925年2月18日 - 2016年2月28日）は、アメリカ合衆国の俳優。映画およびテレビに100作以上出演した。『暴力脱獄』(1967年)でポール・ニューマン演じるルークの仲間のドラグライン役を演じ、アカデミー助演男優賞を受賞し、ゴールデングローブ賞助演男優賞にノミネートされた。『大空港』(1970年)のジョー・パトローニ役で2度目のゴールデングローブ賞ノミネートとなった。
『暴力脱獄』、『シャレード』、『血だらけの惨劇』、『McHale's Navy』、『シェナンドー河』、『エルダー兄弟』、『飛べ!フェニックス』、『特攻大作戦』、『絞殺魔』、『新・荒野の七人 馬上の決闘』、『サンダーボルト』、『悪党谷の二人』、『エアポート'75』、『大地震』、『アイガー・サンクション』などのヒット作で重要な役を演じた。
エアポートシリーズの映画作品全4作に出演した唯一の俳優であり、ジョー・パトローニ役を演じ続けた。またコメディ映画『裸の銃を持つ男』シリーズで天然ボケのエド・ホッケン警部役でコミカルな芝居を、連続テレビドラマ『ダラス』で邪悪な石油王カーター・マッケイ役を演じた。

## 略歴
ニューヨーク生まれ。父ジョージ・ハリス・ケネディは、ニューヨーク・プロクター劇場のオーケストラ指揮者であったが、ジョージが4歳の時に亡くなった。母ヘレンはバレエ・ダンサー。2歳の頃から舞台に出演し、後にラジオで活躍。第二次世界大戦中に従軍し、16年間、所属していた。最終階級は大尉。
除隊後、エンターテイメント業界に戻り、テレビ・シリーズのテクニカル・アドバイザーとなるが、テレビや映画に出演するようになる。1967年の『暴力脱獄』でアカデミー助演男優賞を受賞。当初は悪役として有名であったが、1970年代に制作された多くのパニック映画に救世主的な役割で登場した。特に、『エアポートシリーズ』全作品に出演して有名である（職業は異なるが、役名は全て同じジョー・パトローニ）。
『人間の証明』、『復活の日』など日本映画にも出演している。
吹き替えは、若山弦蔵、小林清志、大宮悌二、富田耕生が主に担当している。
2016年2月28日、91歳で死去。

## ギャラリー

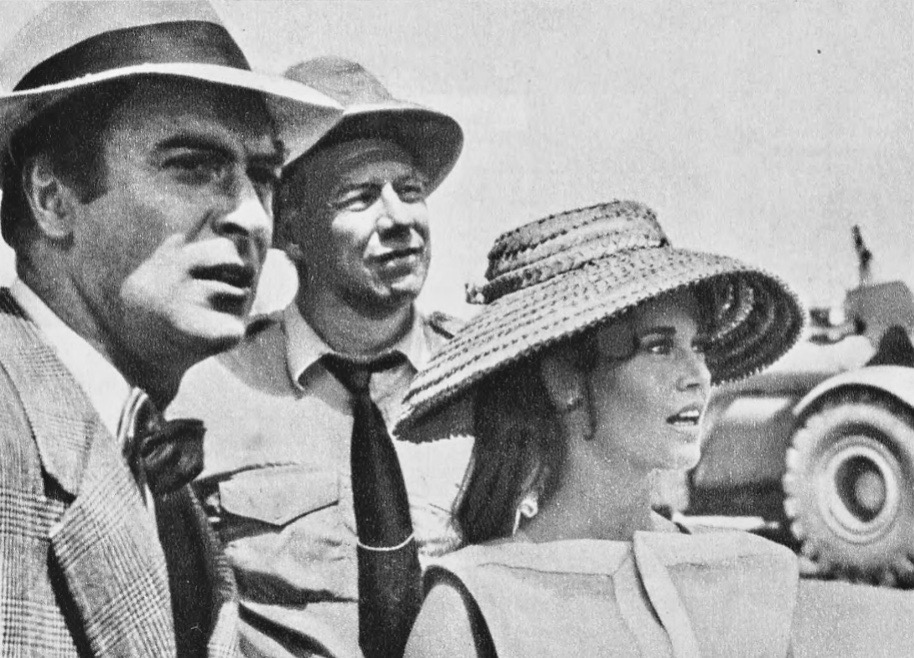
『夕陽よ急げ』（1967年）
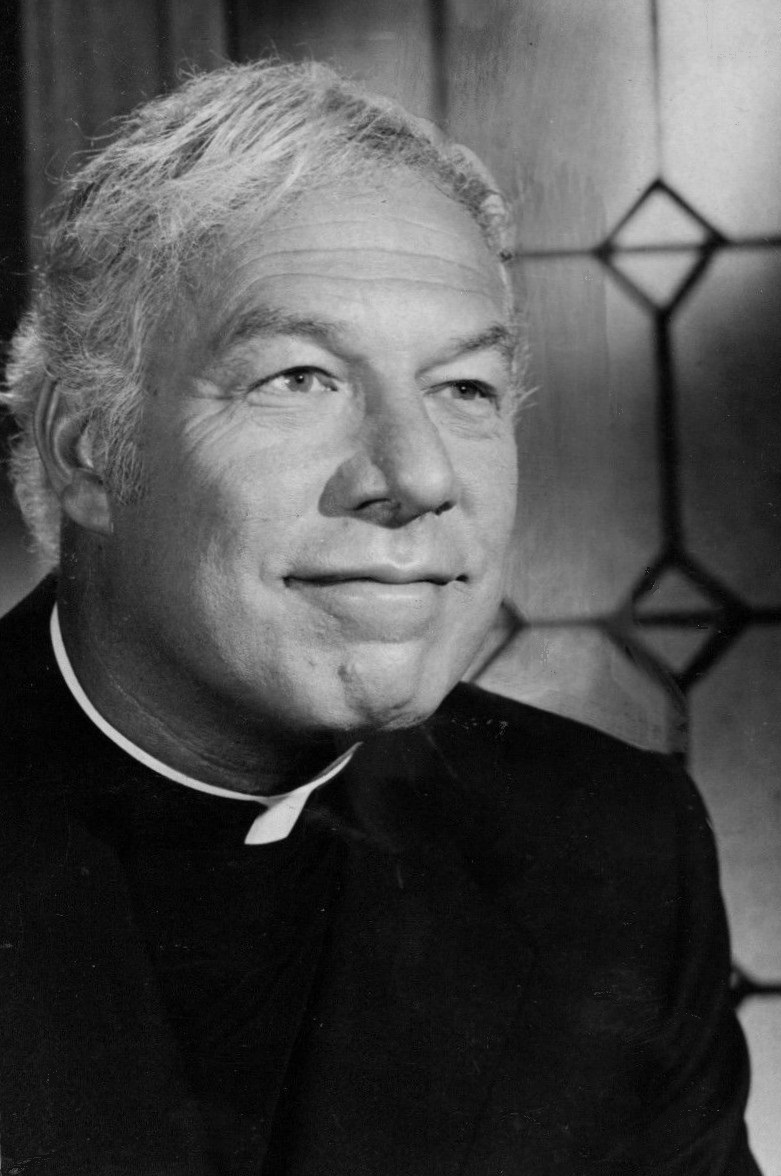
『十字架刑事（英語版）』（1971年）
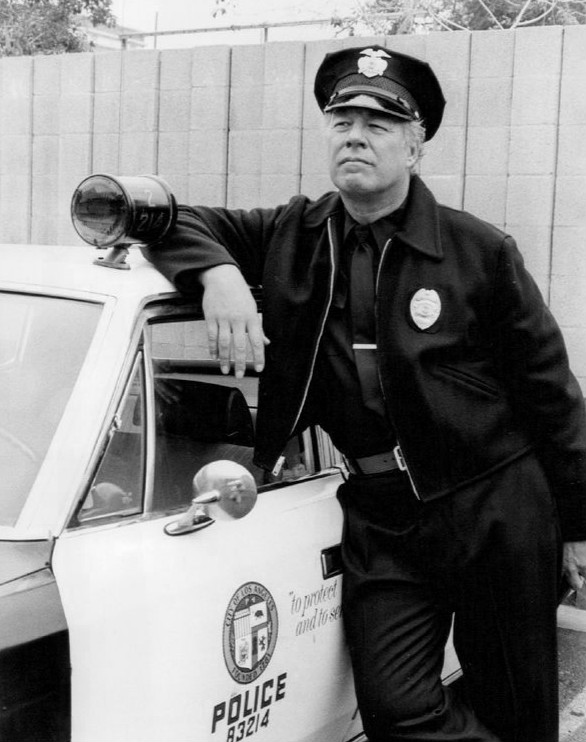
『ロス警察25時（英語版）』（1976年）
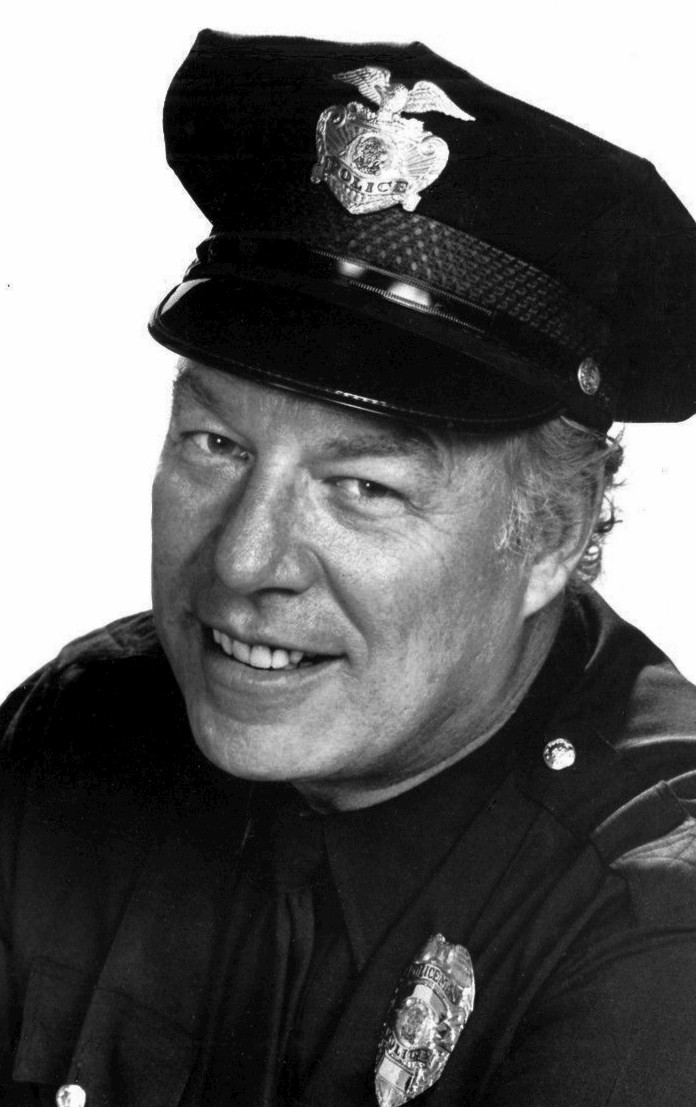
1975年

## キャリア
テクニカル・アドバイザーを務めていたテレビのシットコム『The Phil Silvers Show』に出演し、その憲兵役が最初の役付きとなり、のちに「いい勉強になった」と語った。
1961年、『ケンタッキー少年魂』で映画デビューした。カーク・ダグラス主演の西部劇『脱獄 (1962年の映画)』(1962年)での残虐な看守役、ケーリー・グラント主演のサスペンス映画『シャレード』(1963年)での冷酷な犯罪者役、そしてジョン・クロフォード主演のスリラー映画『血だらけの惨劇』などハリウッド映画に出演した。
1965年、ケネディは多忙な1年を過ごした。グレゴリー・ペック主演のミステリー映画『蜃気楼』、ジェームズ・ステュアート主演の飛行機事故の群集劇『飛べ!フェニックス』、ジョン・ウェイン主演の戦争映画『危険な道』、ウェインとディーン・マーティンが主演した西部劇『エルダー兄弟』に出演した。
1966年、ABCの連続テレビドラマ西部劇『The Legend of Jesse James』のエピソード「Return to Lawrence」にブロジェット役で出演した。
1967年、『暴力脱獄』(1967年)に出演し、当初ポール・ニューマン演じる新入りの囚人ルークと敵対するがのちに崇拝するようになる囚人仲間のドラグラインを演じ、アカデミー助演男優賞を受賞した。
1967年から1968年、『特攻大作戦』、『バンドレロ』、『絞殺魔』などの映画に出演した。1970年、アカデミー受賞パニック映画『大空港』に出演し、メイン・キャラクターの1人である航空会社の修理担当ジョー・パトローニ役を演じた。以降エアポートシリーズの『エアポート'75』、『エアポート'77/バミューダからの脱出』、『エアポート'80』でも同役を演じ、全作に出演した唯一の俳優となった。
エアポートシリーズはジム・エイブラハムズ、デヴィッド・ザッカー、ジェリー・ザッカーの風刺映画『フライングハイ』に着想を与えた。失敗ばかりする通信指令係にケネディを配役したいと考えたが、最終的にこの役はロイド・ブリッジスが配役された。2010年、ジェリー・ザッカーはこの配役について「ケネディは『エアポート』という「金のなる木」を倒すことができなかった」と語った。
『サンダーボルト』および『アイガー・サンクション』の2作でクリント・イーストウッドと共に主演し、災害映画『大地震』およびアガサ・クリスティ作のミステリー映画『ナイル殺人事件』ではアンサンブル・キャストと共に出演した。
1971年から1972年のNBCのドラマ『十字架刑事』、1975年から1976年の24エピソードによるCBSのドラマ『ロス警察25時』に主演した。
1977年、佐藤純彌監督の『人間の証明』、1980年、深作欣二監督の『復活の日』など日本映画にも出演していた。どちらの作品も角川春樹のプロデュースにより、国際的な出演者および撮影地を特徴としていた。ケネディは非常に熱心に取り組んでいたが、当時日本では『人間の証明』のみ公開され、『復活の日』は興行収入的に成功せずアメリカでは打ち切りとなった。
1984年、興行収入的に失敗作となった『ボレロ/愛欲の日々』でボー・デレクの相手役を演じた。1980年代、『爆走戦士ストライカー』、『デルタ・フォース』、『クリープショー2/怨霊』に出演した。1988年、『裸の銃を持つ男』でレスリー・ニールセン演じるコミカルな刑事フランク・ドレビン役の上司である警部エド・ホッケン役を演じ、続編2作にも出演した。
1990年、申相玉監督の韓国映画『政治犯・金賢姫/真由美』に出演した。1978年に申は北朝鮮の最高指導者である金正日により、妻であり女優の崔銀姫と共に拉致されたことで知られている。『真由美』は申が韓国映画界に復帰を図った作品であり、第63回アカデミー賞国際長編映画賞に出品されたがノミネートには至らなかった。韓国以外では広く公開されなかっただけでなく、韓国国内でも興行収入的に失敗した。
テレビにおいては1988年から1991年、CBSのプライムタイム連続テレビドラマ『ダラス』(1978年–1991年)でカーター・マッケイ役を演じた。1990年代半ばから終盤にかけて、ラジオやテレビでタブレット「Breathasure」のコマーシャルに出演していた。この頃、テレビ映画『Dallas: J.R. Returns』、『Dallas: War of the Ewings』で再びマッケイ役を演じた。1970年代後期、ゲーム番組『Match Game』にゲスト出演した。
1998年、映画『スモール・ソルジャーズ』にブリック・バズーカ役で声の出演を行なった。その後いくつかのインディペンデント映画に出演し、2003年、ソープオペラ『ザ・ヤング・アンド・ザ・レストレス』でテレビに復帰し、伝説的登場人物ヴィクター・ニューマンの実の父アルバート・ミラー役を演じた。2005年、映画『アメリカ、家族のいる風景』において不運な西部劇監督役でカメオ出演した。
2014年、『ザ・ギャンブラー/熱い賭け』のエド役が最後の映画出演となった。マーク・ウォールバーグ演じるジム・ベネットの、死期が近い祖父役であった。冒頭で、死の床にあるエドが悲しみに暮れるジムに家長を遺す役で、2分弱の出演であった。

## 主な出演作品
| 公開年    | 邦題 原題                                                                    | 役名                         | 備考                                     |
| --------- | ---------------------------------------------------------------------------- | ---------------------------- | ---------------------------------------- |
| 1961      | ケンタッキー少年魂 The Little Shepherd of Kingdom Come                       | ネイサン・ディロン           |                                          |
| 1962      | 脱獄 Lonely Are The Brave                                                    | グティエレス保安官           |                                          |
| 1963      | 現金お断り The Man From The Diner's Club                                     | ジョージ                     |                                          |
| 1963      | シャレード Charade                                                           | ハーマン・スコビー           |                                          |
| 1964      | 血だらけの惨劇 Strait Jacket                                                 | レオ・クラウス               |                                          |
| 1964      | 青いイルカの島 Island of the Blue Dolphins                                   | Aleut Captain                |                                          |
| 1964      | 小さな逃亡者 The Silent Witness                                              | ガス・ジョーダン             | テレビ映画                               |
| 1964      | ふるえて眠れ Hush... Hush, Sweet Charlotte                                   | フォアマン                   |                                          |
| 1965      | 危険な道 In Harm's Way                                                       | グレゴリー                   |                                          |
| 1965      | 蜃気楼 Mirage                                                                | ウィラード                   |                                          |
| 1965      | シェナンドー河 Shenandoah                                                    | フェアチャイルド             |                                          |
| 1965      | エルダー兄弟 The Sons of Katie Elder                                         | カーリー                     |                                          |
| 1965      | 飛べ!フェニックス The Flight of the Phoenix                                  | ベラミー                     |                                          |
| 1967      | 夕陽よ急げ Hurry Sundown                                                     | Coombs                       |                                          |
| 1967      | 特攻大作戦 The Dirty Dozen                                                   | マックス・アンブラスター少佐 |                                          |
| 1967      | 暴力脱獄 Cool Hand Luke                                                      | ドラグライン                 | アカデミー助演男優賞 受賞                |
| 1968      | バンドレロ Bandolero!                                                        | ジュリー・ジョンソン保安官   |                                          |
| 1968      | 絞殺魔 The Boston Strangler                                                  | フィル・ディナターレ         |                                          |
| 1969      | 新・荒野の七人 馬上の決闘 Guns of the Magnificent Seven                      | クリス                       |                                          |
| 1969      | 悪党谷の二人 The Good Guys and the Bad Guys                                  | マッケイ                     |                                          |
| 1969      | シカゴ・シカゴ/ボスをやっつけろ! Gaily, Gaily                                | ヨハンソン                   |                                          |
| 1970      | …チック…チック…チック ...tick... tick... tick...                             | ジョン・リトル               |                                          |
| 1970      | 大空港 Airport                                                               | ジョー・パトローニ           |                                          |
| 1970      | 大悪党ジンギス・マギー Dirty Dingus Magee                                    | Herkimer 'Hoke' Birdsill     |                                          |
| 1970      | 十字架刑事 Sarge                                                             | サミュエル・キャヴァナー     | テレビシリーズ、15エピソードに出演       |
| 1971      | 愚者の行進 Fools' Parade                                                     | ドク                         |                                          |
| 1972      | 失意 A Great American Tragedy                                                | ブラッド                     | テレビ映画                               |
| 1973      | 失われた地平線 Lost Horison                                                  | サム・コーネリアス           |                                          |
| 1973      | ビッグケーヒル Cahill U.S. Marshal                                           | フレイザー                   |                                          |
| 1973      | マウンテンジャック Deliver Us from Evil                                      | ウォルター・マクアダムス     | テレビ映画                               |
| 1974      | 大洪水・脱出パニック死の谷 A Cry in the Wilderness                           | サム・ハドリー               | テレビ映画                               |
| 1974      | サンダーボルト Thunderbolt and Lightfoot                                     | レッド                       |                                          |
| 1974      | エアポート'75 Airport 1975                                                   | ジョー・パトローニ           |                                          |
| 1974      | 大地震 Earthquake                                                            | ルー・スレイド               |                                          |
| 1975      | アイガー・サンクション The Eiger Sanction                                    | ベン・ボウマン               |                                          |
| 1975      | 狼たちの影 The 'Human' Factor                                                | ジョン                       |                                          |
| 1975-1976 | ロス警察25時 The Blue Knight                                                 | バンパー・モーガン           | テレビシリーズ、主演で26エピソードに出演 |
| 1977      | エアポート'77/バミューダからの脱出 Airport'77                                | ジョー・パトローニ           |                                          |
| 1977      | 人間の証明                                                                   | ケン・シュフタン             | 日本映画                                 |
| 1978      | ミーン・ドッグ・ブルース Mean Dog Blues                                      | Captain Omar Kinsman         |                                          |
| 1978      | ナイル殺人事件 Death on the Nile                                             | アンドリュー・ペニントン     |                                          |
| 1978      | ブラス・ターゲット Brass Target                                              | ジョージ・S・パットン        |                                          |
| 1979      | 犯罪パズル The Double McGuffin                                               | Chief Talasek                |                                          |
| 1979      | エアポート'80 The Concorde ... Airport '79                                   | ジョー・パトローニ           |                                          |
| 1979      | 超高層プロフェッショナル Steel                                               | ビッグ・ルー・キャシディ     |                                          |
| 1980      | ゴースト/血のシャワー Death Ship                                             | アシュランド                 |                                          |
| 1980      | 復活の日 Virus                                                               | コンウェイ                   | 日本映画                                 |
| 1981      | 序曲・13日の金曜日 Just Before Dawn                                          | ロイ・マクリーン             |                                          |
| 1981      | 死霊のかぼちゃ/13回目のハロウィン Wacko                                      | ドクター・グレイヴス         |                                          |
| 1984      | お色気SL大暴走! アメリカ横断ウルトラハイホー Chattanooga Choo Choo           | バート                       |                                          |
| 1984      | ボレロ/愛欲の日々 Boler                                                      | コットン                     |                                          |
| 1984      | 黒い弾丸/オーエンス物語 The Jesse Owens Story                                | チャーリー                   | テレビ映画                               |
| 1985      | エアポート'85 International Airport                                          | ルディ                       |                                          |
| 1985      | 爆走戦士ストライカー Savage Dawn                                             | ティック・ランド             |                                          |
| 1985      | ラジオアクティブ・ドリーム Radioactive Dreams                                |                              |                                          |
| 1986      | デルタ・フォース The Delta Force                                             | オマリー神父                 |                                          |
| 1986      | 誘惑の甘い罠 Rigged                                                          |                              |                                          |
| 1987      | プライベート・ロード Private Road: No Trespassing                            | サム                         |                                          |
| 1987      | クリープショー2/怨霊 Creepshow2                                              | レイ                         |                                          |
| 1988      | ボーン・トゥ・レース/青春の賭け Born to Race                                 | ヴィンセント                 |                                          |
| 1988      | カウンターフォース Escuadrón                                                 | ヴィンス・コルビー           |                                          |
| 1988      | エイリアン・ゾンビ Demonwarp                                                 | ビル・クラフトン             |                                          |
| 1988      | 真昼の決闘'88/殺戮汚染都市 Nightmare at Noon                                 | ハンクス保安官               |                                          |
| 1988      | アステカ・アドベンチャー/宇宙の秘宝 Top Line                                 | ハインリッヒ                 |                                          |
| 1988      | 異形生命体ファング Uninvited                                                 | マイク・ハーヴェイ           | ビデオ作品                               |
| 1988      | 裸の銃を持つ男 The Naked Gun: From the Files of Police Squad!                | エド・ホッケン               |                                          |
| 1989      | エズメラルダ・ベイ/勇者たちの戦場 La bahía esmeralda                         | ウィルソン                   |                                          |
| 1989      | ミニストリー・オブ・ベンジェンス/炎の復讐 Ministry of Vengeance              | ヒューズ                     |                                          |
| 1989      | ブレイン・デッド/脳外科医R Brain Dead                                        | ヴァンス                     |                                          |
| 1990      | 政治犯・金賢姫/真由美                                                        | バーレーンの捜査官           | 韓国映画                                 |
| 1990      | 地獄の女囚コマンド Hired to Kill                                             | ウィラード・トーマス         |                                          |
| 1991      | ハング・ファイヤー Hangfire                                                  | Warden E. Barles             |                                          |
| 1991      | ドライビング・ミー・クレイジー Driving Me Crazy                              | ジョン                       |                                          |
| 1991      | 裸の銃を持つ男2 1/2 The Naked Gun 2½: The Smell of Fear                      | エド・ホッケン               |                                          |
| 1992      | 涙のダンクシュート/ハンク・ギャザース物語 Final Shot: The Hank Gathers Story | デイヴ神父                   |                                          |
| 1992      | 復讐は俺がやる Distant Justice                                               | トム・ブラッドフィールド     | 日米合作ビデオ映画                       |
| 1994      | 裸の銃を持つ男PART33 1/3 最後の侮辱 The Naked Gun 33 1/3: The Final Insult   | エド・ホッケン               |                                          |
| 1996      | ダラス/JRリターンズ Dallas: J.R. Returns                                     | カーター・マッケイ           | テレビ映画                               |
| 1997      | キャッツ・ドント・ダンス Cats Don't Dance                                    |                              | 声の出演                                 |
| 1998      | ダラス/新たなる野望 Dallas: War of the Ewings                                | カーター・マッケイ           | テレビ映画                               |
| 1998      | スモール・ソルジャーズ Small Soldiers                                        |                              | 声の出演                                 |
| 2007      | トレジャー・オブ・エジプト ファラオの秘宝 Sands of Oblivion                  | ジョン                       | テレビ映画                               |
| 2011      | アナザー・ハッピー・デイ ふぞろいな家族たち Another Happy Day                | ジョー                       |                                          |
| 2014      | ザ・ギャンブラー/熱い賭け The Gambler                                        | エド                         |                                          |